# Ron Davies (football)
Pour les articles homonymes, voir Ron Davies.
Ronald Tudor « Ron » Davies, né le 25 mai 1942 à Holywell au Pays de Galles et décédé le 24 mai 2013 à Albuquerque aux États-Unis, est un footballeur gallois qui joue en attaque. 
Il passe la plupart de sa carrière à Southampton en Football League First Division, et joue pour le pays de Galles.
Il est considéré comme l'un des meilleurs joueurs de tête de tous les temps du football britannique, et est meilleur buteur de Division 1 pendant deux saisons (1966 – 1968). Lors de sa première saison à Southampton, il inscrit 12 buts en 10 matchs consécutifs.
Son jeune frère Paul joua également pour Arsenal et à Charlton Athletic.

## Biographie

### Début de carrière
Après un parcours difficile aux Blackburn Rovers, Davies signe son premier contrat pro en juillet 1959 avec Chester City.
Davies fait ses débuts lors d'une défaite 5-0 contre Workington en mars 1960, mais son club se voit au sommet de la ligue durant les deux saisons suivantes. Il inscrit notamment 4 buts lors d'un 6-1 contre Southport en octobre 1962. Il part ensuite pour Luton Town pour £12 200 et bouge à nouveau quelques semaines plus tard à Norwich City en septembre 1963.

### Norwich City
Davies devient vite un joueur clé lorsqu'il marque à chacun de ses 4 premiers matchs, juste après son achat £35 000 à Luton. Il inscrit 30 buts à sa première saison mais son équipe finit 17e de Division 2 et en inscrit 15 puis 21 les saisons suivantes avant d'être acheté par Southampton pour £55 000. 
Il fait ses débuts internationaux pour le pays de Galles le 15 avril 1964 lors d'une défaite 3-2 contre l'Irlande du Nord, à 21 ans.
Il inscrit en tout 9 buts en 29 matchs entre 1964 et 1974.

### Southampton FC
À 24 ans, il rejoint Southampton. Il inscrit 12 buts en 10 matchs consécutifs et termine sa saison avec 37 buts en 41 matchs. Le premier de ses 134 buts pour Southampton est le 27 août 1966 à Bloomfield Road lorsque the Saints battent Blackpool 3–2. Sous les yeux de 15 258 spectateurs, il lobe Tony Waiters. « Le gardien est sorti de sa ligne. J'étais à 30 mètres et je n'arrivais pas à y croire. Je l'ai juste placé au-dessus de sa tête ».
Davies continue à dominer les batailles aériennes et atteint encore le top des meilleurs buteurs (avec George Best) en 1967-68. Il inscrit 4 buts le 16 août 1969 à Old Trafford, et Matt Busby déclare que Davies n'a pas son pareil en Europe.
Il rejette ensuite une offre des The Dell. Manchester United s'impose dans la liste des clubs qui s'attachent les services de Davies pour une petite fortune, mais Southampton refuse de nouveau.
Les Saints progressent dans les années 1970 grâce entre autres au jeu de tête de Davies qui prend le dessus sur de nombreux défenseurs. Il essuie ensuite une série de blessures qui l'affaiblissent et réduisent son nombre de buts (dû à de tacles sévères).
Durant sa carrière, il inscrit 134 buts, ce qui le place à la 8e place des plus grands buteurs du club. Il joue 29 capes galloises, dont 23 sous les couleurs de Southampton.

### Fin de carrière
Portsmouth l'achète en avril 1973, et en 59 matchs pour les rivaux des Saints, il inscrit 18 buts.
Son dernier match international est le 11 mai 1974 lors d'une défaite 2-0 contre l'Angleterre.
Manchester United n'oublie pas Davies et surprend le monde du football en le faisant signer en novembre 1974. Malheureusement, il ne débute aucun match en équipe première mais joue 8 matchs sur le banc avant de rejoindre Millwall en novembre 1975.
Davies retourne à Southampton pour y vivre et continue à jouer dans quelques clubs locaux puis part vivre à Los Angeles où il entraîne des écoles locales ainsi qu'en Floride. Il vit désormais à Albuquerque.

## Palmarès
Southampton FC
- Meilleur buteur du Championnat d'Angleterre de football (2) :
  - 1967: 37 buts & 1968: 28 buts.

Manchester United FC
- Champion du Championnat d'Angleterre de football D2(1) :
  - 1975.